# Giovanni Odazzi
Giovanni Odazzi, né le 25 mars 1663 à Rome où il meurt le 6 juin 1731 , est un graveur et peintre italien baroque du XVIIe siècle et du début du XVIIIe siècle qui a été actif principalement dans sa ville natale et dans le Latium.

## Biographie
Giovanni Odazzi a été un élève de Ciro Ferri et a ensuite travaillé sous la direction de Giovanni Battista Gaulli et Cornelius Bloemaert. Il fréquenta aussi l'atelier de Carlo Maratta. Ses compositions abordaient des thèmes essentiellement religieux. Il appartient à une génération de peintres de transition entre le baroque et le début du néoclassicisme.

## Œuvres
- Annonciation,
- Domine Quo Vadis ?, National Gallery, Londres.
- La Tentation de saint Antoine, huile sur toile de 71,5 × 95,1 cm.
- Le Prophète Hosée (1718), archibasilique Saint-Jean-de-Latran, Rome
- La Chute de Lucifer et des anges rebelles, basilique des Saints-Apôtres, Rome
- Fresques, coupole de la cathédrale de Saint-Bruno, Velletri.
- Scènes de vie de la Vierge, Adoration des rois mages et Fuite en Égypte, Le Roi David, Église Sainte-Marie d'Aracœli, Rome.
- Apparition de la Vierge à Saint Bruno (vers 1700), retable, Santa Maria degli Angeli.
- Crucifixion de la nef de l'église Sant'Antonio Abate de Rome.
- Le Rêve de Joseph, église Santa Maria della Scala,
- Translation du corps de saint Clément (1714-1716), basilique Saint-Clément.
- Noces mystiques de sainte Catherine, église Santa Maria in Via Lata.
- Vision de saint Bernard (1705), église San Bernardo alle Terme,
- Saint André en gloire, église Sant'Andrea al Quirinale.
- Martyre de sainte Barbara, chapelle Sainte-Barbara, cathédrale de Rieti (avec Antonio Concioli)